# Chrisye
Chrismansyah Rahadi (n. 16 septembrie 1949 – d. 30 martie 2007),  născut cu numele de Christian Rahadi, însă cunoscut sub numele de scenă Chrisye, a fost un cântăreț indonezian de pop-progresiv și compozitor. În cariera sa de 40 de ani a câștigat multe premii și distincții; în 2011, Rolling Stone Indonezia l-a declarat al treilea cel mai mare muzician indonezian din toate timpurile.
Născut în Jakarta și având origini chinezo-indoneziene, Chrisye a început să fie interesat de muzică de la o vârstă fragedă. În timpul anilor de liceu a cântat la chitară bas într-o formație creată alături de fratele său, Joris. La finalul anilor 1960 s-a alăturat trupei Sabda Nada (mai apoi Gipsy), condusă de vecinii săi, familia Nasution. În 1973, după o pauză de la muzică, s-a alăturat din nou trupei pentru a susține concerte în New York, timp de un an. S-a reîntors în Indonezia, după care a revenit în New York alături de altă trupă, the Pro’s. Întorcându-se încă o dată în Indonezia, a colaborat cu Gipsy și cu Guruh Sukarnoputra pentru a înregistra albumul indie Guruh Gipsy, în 1976.
În urma succesului avut de Guruh Gipsy, în 1977, Chrisye a înregistrat două dintre cele mai cunoscute materiale ale sale: „Lilin-Lilin Kecil”, compusă de James F. Sundah, care a devenit ulterior cântecul său reprezentativ, și coloana sonoră Badai Pasti Berlalu. Succesul acestora i-a adus un contract cu Musica Studios, cu care a lansat primul său album ca solist, Sabda Alam, în 1978. Într-o carieră de aproape 25 de ani alături de Musica a înregistrat încă optsprezece albume, iar în 1980 a jucat într-un film, Seindah Rembulan. Chrisye a murit în locuința sa din Jakarta pe 30 martie 2007, după o lungă luptă împotriva cancerului.
Cunoscut pentru personalitatea sa rigidă și pentru vocea caldă, Chrisye a avut parte de succes critic în Indonezia. Cinci albume la care a contribuit au fost incluse în lista Rolling Stone Indonezia a celor mai bune 150 de albume indoneziene din toate timpurile; alte patru cântece (și un al cincilea la care a contribuit) au fost clasificate ca unele dintre cele mai bune cântece indoneziene din toate timpurile, într-un alt număr al revistei. Câteva albume ale sale au fost certificate cu argint sau aur. A obținut două premii pentru întreaga sa carieră, unul în 1993 la Premiile BASF și altul post-mortem, în 2007, din partea postului indonezian de televiziune, SCTV.

## Viața și cariera

### Copilăria
Chrisye s-a născut cu numele de Christian Rahardi în Jakarta, pe 16 septembrie 1949, din părinții Laurens Rahadi, un antreprenor chinezo-betawi, și Hanna Rahadi, o gospodină chinezo-sudaneză. A fost al doilea din cei trei fii ai cuplului; frații săi erau Joris și Vicky. Familia a locuit pe Strada Talang, aproape de Menteng, Jakarta Centrală, până în 1954, când s-au mutat pe Strada Pegangsaan (tot în Menteng).
În timp ce urma Școala Elementară GIKI, Chrisye s-a împrietenit cu familia vecină, Nasution; s-a apropiat mai ales de Bamid Gauri, alături de care practicase badminton și înălțase zmee. De asemenea, a început să asculte colecția de înregistrări a tatălui său, cântând piese de la Bing Crosby, Frank Sinatra, Nat King Cole și Dean Martin. După terminarea școlii elementare, Chrisye a urmat Școala Gimnazială Creștină Diponegoro al III-lea.
Beatlemania a ajuns și în Indonezia, în timp ce Chrisye era la Liceul PSKD Menteng, și i-a sporit interesul pentru muzică Deoarece Chrisye își dorea să cânte la un instrument, tatăl lui i-a cumpărat o chitară; Chrisye a ales chitara bas, considerând că este cea mai ușor de stăpânit. Întrucât nu știau să citească partituri muzicale, Chrisye și Joris au învățat să cânte acompaniind înregistrările tatălui lor și cântecele de la radio. După un timp au început să cânte la evenimentele școlare, vocalistul fiind Chrisye. Pe parcursul acestei perioade, acesta a început să fumeze la școală; când a fost prins, ca pedeapsă, a fost forțat să fumeze opt țigări una după alta, în fața elevilor adunați. Totuși, nu a reușit să scape de obicei și, în cele din urmă, a devenit un fumător înrăit.

### Membru al formațiilor și primele proiecte (1968-1977)

Chrisye cântând la chitară bas în 1977. A avut părul lung pentru o mare parte a carierei sale, până la efectuarea chimioterapiei.

În mijlocul anilor 1960, frații Nasution au creat o formație; Chrisye și Joris i-au urmărit interpretând piese de la Uriah Heep și Blood, Sweat & Tears. În 1968, Chrysie s-a înscris la Universitatea Creștină din Indonezia (UKI) pentru a-i îndeplini dorința tatălui său de a deveni inginer. Totuși, în jurul anului 1969, Gauri l-a invitat pe acesta să se alăture formației fraților Nasution, Sabda Nada, ca înlocuitor pentru basistul Eddi Odek, care era bolnav. Încântați de prestația lui, frații Nasution i-au cerut să rămână ca membru definitiv. Grupul avea o înțelegere cu Mini Disko de pe Strada Juanda și interpretau ca liber-profesioniști la zile de naștere și nunți. Când Chrisye avea ocazia să interpreteze vocal preluări, acesta încerca să sune cât mai aproape de interpretul original.
Grupul și-a schimbat numele în Gipsy în 1969, considerând că sună mai masculin și mai occidental. Programul formației, care nu avea un impresar, a devenit tot mai încărcat, de când începuseră să țină în mod regulat concerte la Taman Ismail Marzuki. Drept urmare, Chrisye s-a hotărât să renunțe la UKI; în 1970, acesta s-a transferat la Academia de Turism Trisakti, considerând că programul de studiu era unul mult mai lejer.
În 1972, Pontjo Nasution i-a oferit lui Chrisye oportunitatea de a cânta în New York. Cu toate că a fost încântat, Chrisye s-a temut să îi spună tatălui său, crezând că nu va fi de acord cu această idee. S-a îmbolnăvit, în cele din urmă, timp de câteva luni, perioadă în care restul formației a plecat către New York. După ce Chrisye și-a discutat neliniștile cu Joris și cu mama sa, tatăl a fost de acord ca acesta să renunțe la facultate pentru a se asocia cu Gipsy. După ce starea sa de sănătate s-a îmbunătățit, prin mijlocul anului 1973, a plecat alături de Pontjo pentru a se întâlni cu ceilalți membri Gipsy în New York. În același an a renunțat la Trisakti.
În timp ce se afla în New York, Gipsy a ținut concerte la Restaurantul Ramayana, deținut de compania de prelucrare a petrolului Pertamina. Formația, cazată într-un apartament de pe Fifth Avenue, a interpretat în New York timp de aproape un an, aducând în atenția publicului muzica indoneziană și cântece preluate de la Procol Harum, King Crimson, Emerson, Lake & Palmer, Genesis și Blood, Sweat & Tears. Cu toate că Chrisye era nemulțumit că nu se poate exprima pe deplin prin preluări, și-a continuat cariera muzicală.
La întoarcerea în Indonezia de la finalul anului 1973, Gauri și fratele său, Keenan, l-au prezentat pe Chrisye compozitorului Guruh Sukarnoputra, fiul fostului președinte Sukarno. Întrucât frații Nasution lucrau cu Guruh pentru următorul lor proiect, Chrisye a început să compună de unul singur; în timp ce făcea asta, a observant că întâmpină dificultăți cu versurile ce conțin consoane puternice, încercând să le evite. În următorul an, s-a întors în New York cu o altă formație, The Pro’s. Prin mijlocul anului 1975, cu câteva săptămâni rămase în contract, părinții lui Chrisye l-au sunat din Jakarta pentru a-l anunța că fratele lui, Vicky, a murit datorită unei infecții la stomac. Întrucât nu a putut să se întoarcă de îndată acasă, Chrisye a fost cuprins de griji și cântatul s-a transformat în ceva foarte dificil pentru el. În timp ce formația se întorcea în Indonezia, Chrisye „a plâns pe întreaga durată a zborului” și a intrat într-o depresie.
Chrisye nu a mai cântat cu formația până ce frații Nasution l-au invitat să se alăture din nou la Gipsy, pentru noul lor proiect cu Guruh; acesta i-a oferit lui Chrisye câteva cântece în care era vocalist principal, cu versurile compuse special pentru el. Depășind perioada de depresie, s-a alăturat grupului care făcea repetiții la casa lui Guruh din Kebayoran Baru, Jakarta de Sud. Formația repeta până la orele târzii ale nopții; proiectul indie amesteca muzica rock occidentală cu muzica gamelan balineză, iar membrii colaborau pentru producție. Înregistrările au început prin mijlocul anului 1975, cu numai patru cântece terminate în primele luni. Lansarea a avut loc în 1976, cu 5000 de unități produse. Succesul albumului Guruh Gipsy l-a convins pe Chrisye că este în stare să urmeze o carieră de solist.
La finele anului 1976, Chrisye s-a apropiat de compozitorul Jockie Soerjoprajogo și de Imran Amir, conducătorul Prambors Radio, care i-a cerut acestuia să contribuie cu partea vocală la un concurs organizat de post; Chrisye a refuzat, întrucât nu dorea să cânte un cântec pop indonezian. Câteva zile mai târziu, Sys NS, un angajat de la Prambors, s-a apropiat de Chrisye în timp ce acesta se întâlnea cu Guruh și cu Eros Djarot. Sys a insistat că Prambors are nevoie de Chrisye pentru „Lilin-Lilin Kecil” („Lumânări mici”), compus de James F. Sundah. După ce a auzit versurile, Chrisye a acceptat. Cântecul a fost înregistrat la studioul Irama Mas din Pluit, Jakarta de Nord, și a fost inclus într-un album, alături de piese interpretate de alți câștigători ai concursului. Fiind inițial a noua piesă de pe album, „Lilin-Lilin Kecil” a fost pusă prima din listă, pentru a crește vânzările albumului, întrucât formatul original se vânduse foarte prost. Cântecul a fost mai apoi înlăturat, având parte de multe difuzări; albumul a fost cel mai bine vândut din acel an.
Prin mijlocul anului 1977, după succesul avut de „Lilin-Lilin Kecil”, casa de discuri Pramaqua Records s-a apropiat de Chrisye și i-a oferit un contract pentru un album, Jurang Pemisah (Canion despicat). Lucrând cu Jockie, Ian Antono și Teddy Sujaya, Chrisye a înregistrat șapte cântece pentru album; Jockie a înregistrat încă două. Cu toate că a fost încântat de rezultatul final și că avea așteptări mari de la album, Pramaqua a decis că nu era comercial viabil și a refuzat să îl promoveze până ce următorul album al lui Chrisye, Badai Pasti Berlalu, nu a dispărut de pe piață. După încercarea eșuată de a acapara întregul stoc, albumul a fost lansat, însă pentru că publicul l-a privit ca pe o continuare a albumului Badai Pasti Berlalu, vânzările au fost în număr foarte mic. Cu toate că la posturile de radio din întreaga țară ajunseseră casete, Chrisye a descris ulterior vânzările albumului ca fiind „atât de călduroase ca găinațul de pui”.
În același an, Chrisye și alți câțiva artiști, printre care Djarot și Jockie, au înregistrat coloana sonoră pentru filmul Badai Pasti Berlalu pentru o perioadă de două luni. După ce coloana sonoră a câștigat un Premiu Citra la Festivalul de Film Indonezian din 1978, studiourile Irama Mas s-au apropiat de grup pentru a crea un album din coloana sonoră, cu plata în paușal. Cu Chrisye și Berlian Hutauruk vocaliști, coloana sonoră a fost înregistrată sub forma unui album în Pluit, timp de 21 de zile. Albumul a fost lansat sub același titlu ca filmul, cu o imagine a actriței Christine Hakim pe copertă. Albumul a inclus și primul merit de compozitor al lui Chrisye, „Merepih Alam” („Natură fragilă”), însă vânzările au fost stagnante pentru prima săptămână, până ce stațiile de radio au început să difuzeze discurile single.

### Începutul carierei de solist și de actor (1978-1982)
Vocea de tenor a lui Chrisye și prestația sa din Badai Pasti Berlalu l-au determinat pe Amin Widjaja de la Musica Studios să-i ceară acestuia să semneze cu casa lui de discuri; Widjaja îl urmărise de când acesta lansase Guruh Gipsy. Chrisye a acceptat condiția de a avea libertate în creație, cu care Widjaja fusese de acord, fără mare tragere de inimă. În mai, 1978, Chrisye a început să lucreze la primul album împreună cu Musica, Sabda Alam (Ordinul naturii), care conținea mai multe cântece ale altor interpreți și câteva compuse chiar de el, inclusiv cântecul ce poartă titlul albumului. A înregistrat materialul în timp ce s-a închis în studio cu inginerul de sunet și cu persoana responsabilă cu montajul; în ciuda faptului că Amin dorea să monitorizeze progresul acestora, Chrisye a refuzat să îi ofere acces la studio. Albumul, influențat puternic de Badai Pasti Berlalu și produs cu ajutorul tehnicii de double tracking, inițiate de Beatles (în care partea vocală este înregistrată de două ori pentru a spori calitatea sunetului), a fost lansat în luna august a aceluiași an. Promovat intens în timpul unei campanii în care Chrisye a fost intervievat pentru postul național de televiziune TVRI și pentru radio, albumul a fost vândut în 400,000 de unități.
În anul ce a urmat, Chrisye a înregistrat Percik Pesona (Pată de încântare) împreună cu Jockie. Produs după decesul lui Amin, albumul conținea cântece compuse de bunul prieten al lui Chrisye, Junaidi Salat, precum și cântece compuse de Jockie și Guruh. Titlul albumului a fost ales prin vot; cântecul care poartă numele albumului nu a fost lansat ca disc single. Percik Pesona, lansat în august, 1979, a fost un eșec critic și comercial. Discutând cu alți interpreți despre recepția albumului, Chrisye a spus că de vină pentru eșecul albumului este similaritatea acestuia cu Badai Pasti Berlalu. Drept urmare, după o perioadă de contemplare, acesta a început să se îndrepte către genuri muzicale diferite. În același an, pe 5 mai, s-a aflat pe panoul concursului organizat de Prambors Radio.
După ce a decis că piesele pop romantice influențate de muzica ușoară i s-ar potrivi cel mai bine, Chrisye a început înregistrările pentru următorul album, Puspa Indah (Floare frumoasă). Fiecare cântec de pe album fusese compus de Guruh Sukarnoputra; albumul conținea și piesa în limba engleză „To My Friends on Legian Beach”. Două dintre cântece, „Galih dan Ratna” („Galih și Ratna”) și „Gita Cinta” („Cântec de dragoste”) au fost folosite în filmul din 1979 Gita Cinta dari SMA (Cântec de dragoste din liceu); Chrisye a interpretat un cântăreț într-o parte minoră a filmului. În mare măsură datorită popularității filmului, Puspa Indah a fost bine primit și a avut vânzări însemnate; „Galih dan Ratna” și „Gita Cinta”, lansate ca discuri single, au avut și ele parte de succes comercial.
În 1980, Chrisye a apărut în filmul indonezian Seindah Rembulan (Frumoasă ca luna); fiind inițial nesigur să accepte rolul, a fost convins mai apoi de Sys NS, care i-a spus că va fi o experiență amuzantă. Și-a regretat ulterior decizia, considerând echipa de producție ca fiind neprofesionistă și având în mod frecvent conflicte cu regizorul Syamsul Fuad. În anul ce a urmat, a lansat Pantulan Cita (Reflexie de vise), în colaborare cu Jockie. După eșecul avut de album, Chrisye a avut o lungă perioadă de sabat.

### Căsătoria și schimbarea stilului (1982-1993)
Cu toate că era popular pentru persoanele groupie, Chrisye a avut foarte rar întâlniri. La începutul anului 1981, însă, a început să se vadă cu secretara lui Guruh Sukarnoputra, Gusti Firoza Damayanti Noor (Yanti). Yanti, de origini dayak și minang, fusese cântăreață în trecut și venea dintr-o familie cu înclinații muzicale; discuta adeseori cu Chrisye despre muzică, în timp ce îl aștepta pe Guruh, iar Chrisye o întâlnea adesea când aceasta își vizita fratele, Raidy, cu care el era prieten. Când ea s-a mutat în Bali pentru a lucra la un hotel de cinci stele timp de câteva săptămâni, Chrisye a urmat-o și i-a spus că vrea să se căsătorească cu ea de îndată ce se vor întoarce în Jakarta; cu toate că aceasta nu a fost o propunere oficială, Yanti a acceptat. În 1982, Chrisye s-a convertit la islamism, întrucât islamismul nu permitea căsătoriile între femeile musulmane și bărbații ne-musulmani, schimbându-și și numele în Chrismansyah Rahad; în acea perioadă, Chrisye devenise tot mai dezamăgit de creștinism. Pe 12 decembrie 1982 s-a căsătorit cu Yanti printr-o nuntă în stil Padang.
Determinat de poziția sa financiară joasă și învigorat de întoarcerea lui Djarot din Germania, Chrisye a început să lucreze la următorul album împreună cu Djarot și Jockie, la începutul anului 1983. Aciu Widjaja, noul manager de la Musica, a speculat că aceștia aveau nevoie de un stil nou; drept urmare, Chrisye, Djarot și Jockie au amestecat genul art rock cu muzica pop romantică a lui Chrisye, adăugând influențe de la The Police. Albumul rezultant, Resesi (Recesiune), a fost lansat în 1983. Albumul a fost bine primit, vânzându-se în 350,000 de unități și fiind certificat cu argint; discurile single „Lenny”,  „Hening” („Tăcut”) și „Malam Pertama” („Noaptea nunții”) au avut parte de difuzare intensă.
După Resesi, Christye a colaborat cu Djarot și Jockie pentru albumul din 1983, Metropolitan. Albumul, având influențe New Wave și tratând mai ales probleme legate de tinerețe, a fost bine primit, fiind ulterior certificat cu argint; discul single „Selamat Jalan Kekasih” („Adio, draga mea”) a fost și el unul de succes. În același an, s-a născut prima fiică a lui Chrisye și Yanti, Rizkia Nurannisa. În următorul an, Chrisye, Djarot și Jockie au colaborat din nou pentru Nona (Domnișoară), care trata critica socială; au fost lansate patru discuri single, iar albumul a fost certificat cu platină. În ciuda vânzărilor în număr mare, influențat de vorbele lui Aciu, Chrisye a decis să își schimbe stilul și să încheie parteneriatul cu Djarot și Jockie, prin mijlocul anului 1984.
Chrisye s-a apropiat de Addie MS, un tânăr compozitor, și i-a cerut acestuia să îl ajute cu următorul album. Addie, în ciuda conștientizării că nu se află la același nivel cu Djarot și Jockie, a acceptat, sugerându-i lui Chrisye să interpreteze piese asemănătoare cu „Lilin-Lilin Kecil” și cu cele de pe Badai Pasti Berlalu. Albumul rezultant, Sendiri (Singur), având cântece create de Guruh și Junaidi Salat, includea harpe, oboaie, corn englez și instrumente cu coarde. Promovând trei discuri single, albumul a fost bine vândut și i-a adus lui Chrisye primul său Premiu BASF.
La finele anului 1984, Chrisye s-a apropiat de un alt tânăr compozitor, Adjie Soetama, care să-l ajute cu următorul album. Ritmurile ușoare și melodiile vesele erau în vogă în acea perioadă; drept urmare, cei doi au folosit un stil mai călduros. Înregistrările pentru noul album, intitulat Aku Cinta Dia (O iubesc), au început în 1985, cu piese suplimentare compuse de Guruh și Dadang S. Manaf. Cântecul ce poartă titlul albumului a fost ales după ce Aciu a auzit o sesiune jam condusă de Adjie, hotărându-se de îndată ca aceasta să fie una din piesele de bază ale materialului. Albumul transmitea mai multă emoție, pe care Chrisye – cunoscut pentru personalitatea sa rigidă – s-a străduit să o emită, întrucât Yanti pregătise costume colorate și Alex Hasyim îl învățase o coregrafie de dans. După lansare, Aku Cinta Dia a fost vândut în sute de mii de exemplare în prima săptămână, fiind ulterior certificat cu aur. În același an, Chrisye și Adjie Soetama au lansat Hip Hip Hura (Hip hip ura!), și o altă colaborare, Nona Lisa (Domnișoara Lisa), a fost lansată în 1986; aceste două albume aveau ritmuri similare și amândouă au avut parte de vânzări însemnate, cu toate că nu la fel ca Aku Cinta Dia. Pe 2 martie 1986, s-a născut a doua fiică a lui Chrisye și Yanti, Risty Nurraisa.
În ciuda succesului trilogiei, Chrisye și familia sa au continuat să aibă probleme financiare; de două ori, au fost nevoiți să vândă mașina familiei pentru a obține bani. Acest lucru l-a convins pe Chrisye să se retragă din industria muzicală. În 1988, Chrisye a înregistrat Jumpa Pertama (Prima întâlnire), iar în anul ce a urmat a lansat Pergilah Kasih (Pleacă, dragă). A declarat ulterior că albumul, cu montajul realizat de Younky Suwarno, a avut „o frumoasă atingere”.  Cântecul din titlu, „Pergilah Kasih”, a fost compus de Tito Sumarsono și a beneficiat de primul videoclip din cariera lui Chrisye; videoclipul, regizat de Jay Subyakto, a reprezentat primul cântec indonezian difuzat pe MTV Asia de Sud-Est.
Pe 27 februarie, anul următor, Yanti a născut copii gemeni, Randa Pramasha și Rayinda Prashatya. În 1992, Chrisye a înregistrat o preluare de la cântecul „Cintamu T’lah Berlalu” („Dragostea ta a dispărut”) de Koes Plus, cu montajul realizat de Younky; videoclipul a fost din nou difuzat pe MTV Asia de Sud-Est și a devenit primul videoclip indonezian care a fost difuzat pe versiunea americană a postului MTV. În anul următor, Chrisye a colaborat din nou cu Younky pentru a înregistra Sendiri Lagi (Singur din nou), un proiect care a necesitat patru luni de planificare și alte patru luni de înregistrare; videoclipul piesei ce poartă titlul albumului a fost și el difuzat pe MTV Asia de Sud-Est.

### Concertele și colaborările cu Erwin Gutawa (1994-2004)

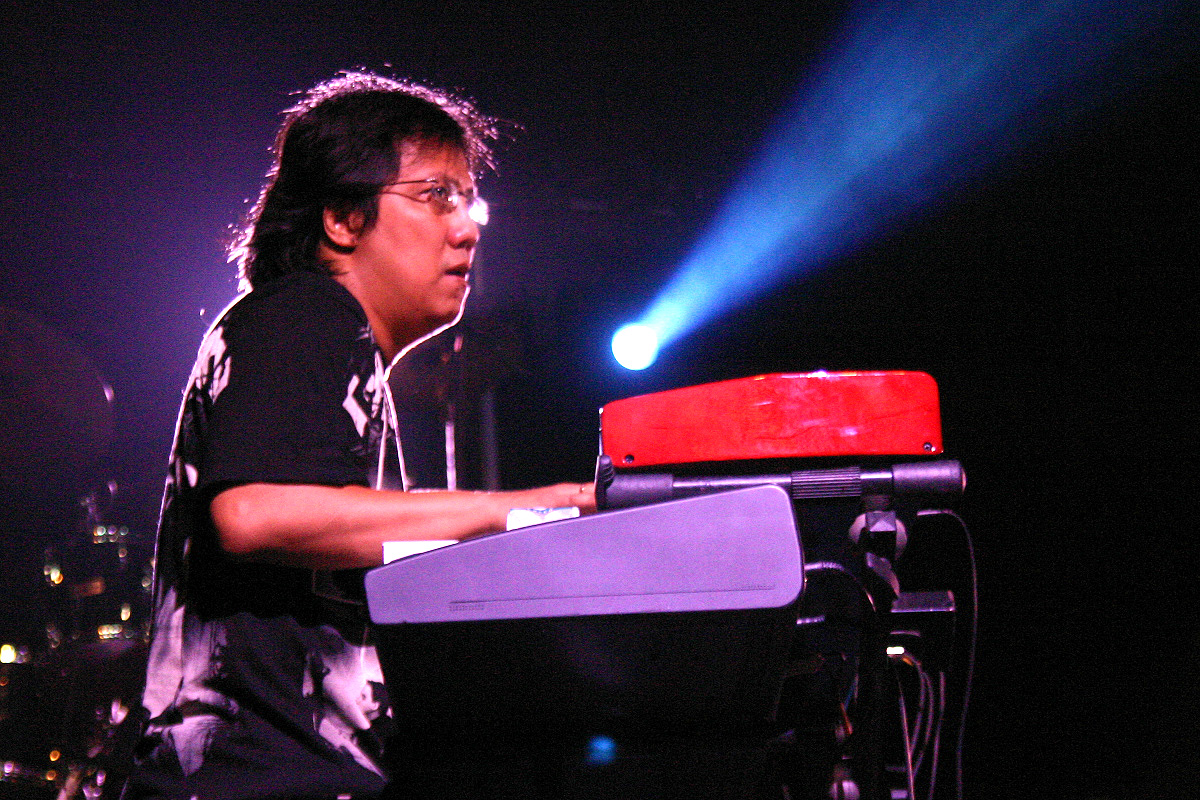
După succesul concertului Sendiri, Chrisye a colaborat de mai multe ori cu Erwin Gutawa (imagine din 2004).

Cu toate că Sendiri Lagi a fost primit cât se poate de bine, la începutul anilor 1990 Chrisye a început să fie presat de industria muzicală tot mai orientată vizual și de apariția multor tinere talente. A început din nou să-și dorească să părăsească industria muzicală, simțind că deja „a atins limita finală”. În ciuda spuselor lui Yanti cum că numeroși interpreți își continuă cariera și după vârsta de șaizeci de ani, Chrisye a observat că din ce în ce mai mulți sunt dați la o parte de interpreți recent lansați. Aflat într-o stare de disperare, Chrisye s-a apropiat de Jay Subyakto și de Gauri Nasution, care i-au oferit un concert ca solist la Plenary Hall din Jakarta Convention Center, unde nu mai avusese niciodată loc un concert susținut de un interpret indonezian. Nesigur dacă are destui fani cât să umple sala, Chrisye a refuzat inițial oferta.
Gauri a încercat timp de câteva săptămâni să-l convingă pe Chrisye să țină concertul; după ce i l-a prezentat pe Erwin Gutawa, care urma să se ocupe cu aranjamentul, Jay Subyakto a reușit să îl convingă pe Chrisye că aceea este singură modalitate de a-și reface cariera. Având nevoie de fonduri, aceștia s-au apropiat de RCTI în cătarea unui sponsor, însă au fost refuzați, spunându-li-se în batjocură că ar trebui să susțină un concert la Monumentul Național. Fără să se dea bătuți, Chrisye, Subaktyo și Gutawa au adunat un grup de interpreți și au început să repete. În jurul celei de-a patra aniversări a RCTI, postul de televiziune s-a înduplecat și a acceptat să creeze concertul ca parte a festivităților; miile de bilete disponibile s-au vândut într-o săptămână.
Concertul, intitulat Sendiri și având ca scop să demonstreze că spectacolele „100% indoneziene” pot fi de succes, a avut loc pe 19 august 1994. Chrisye a interpretat un set alcătuit din cele mai bune piese ale sale și câteva duete, printre care „Malam Pertama” cu Ruth Sahanaya, în fața unei orchestra dirijate de Gutawa. Chrisye a declarat ulterior că publicul – copii și adulți – memoraseră versurile cântecelor sale, mai vechi și mai recente; a spus că acest gest l-a făcut să se simtă incredibil de mândru. Învigorat de succesul concertului, Chrisye a pornit într-un turneu în Surabaya, Surakarta și Bandung, însoțit de o coloană alcătuită din 24 de camioane și autobuze care îi transportau echipamentul necesar; și la aceste concerte biletele s-au epuizat.
În urma succesului avut de turneul Sendiri, Chrisye a început să exploreze posibilitatea de a produce un album din primele piese ale carierei sale, cu masteringul realizat de Gutawa. Cu condiția să folosească o orchestra australiană pentru a crea muzica de fundal, Gutawa a fost de acord cu un album mai acustic. Aciu a fost și el de acord, în ciuda așteptărilor sale ca prețul să fie de 600 de milioane de rupii (70,000$). După o sesiune de înregistrare în Jakarta, Chrisye, Gutawa și inginerul de sunet, Dany Lisapali, au petrecut două săptămâni la Studio 301 din Sydney pentru a termina albumul. The Philip Hartl Chamber Orchestra a produs instrumentalul; mixajul și masteringul au fost și ele finalizate în Sydney. AkustiChrisye a fost lansat în 1996 și a avut vânzări însemnate.

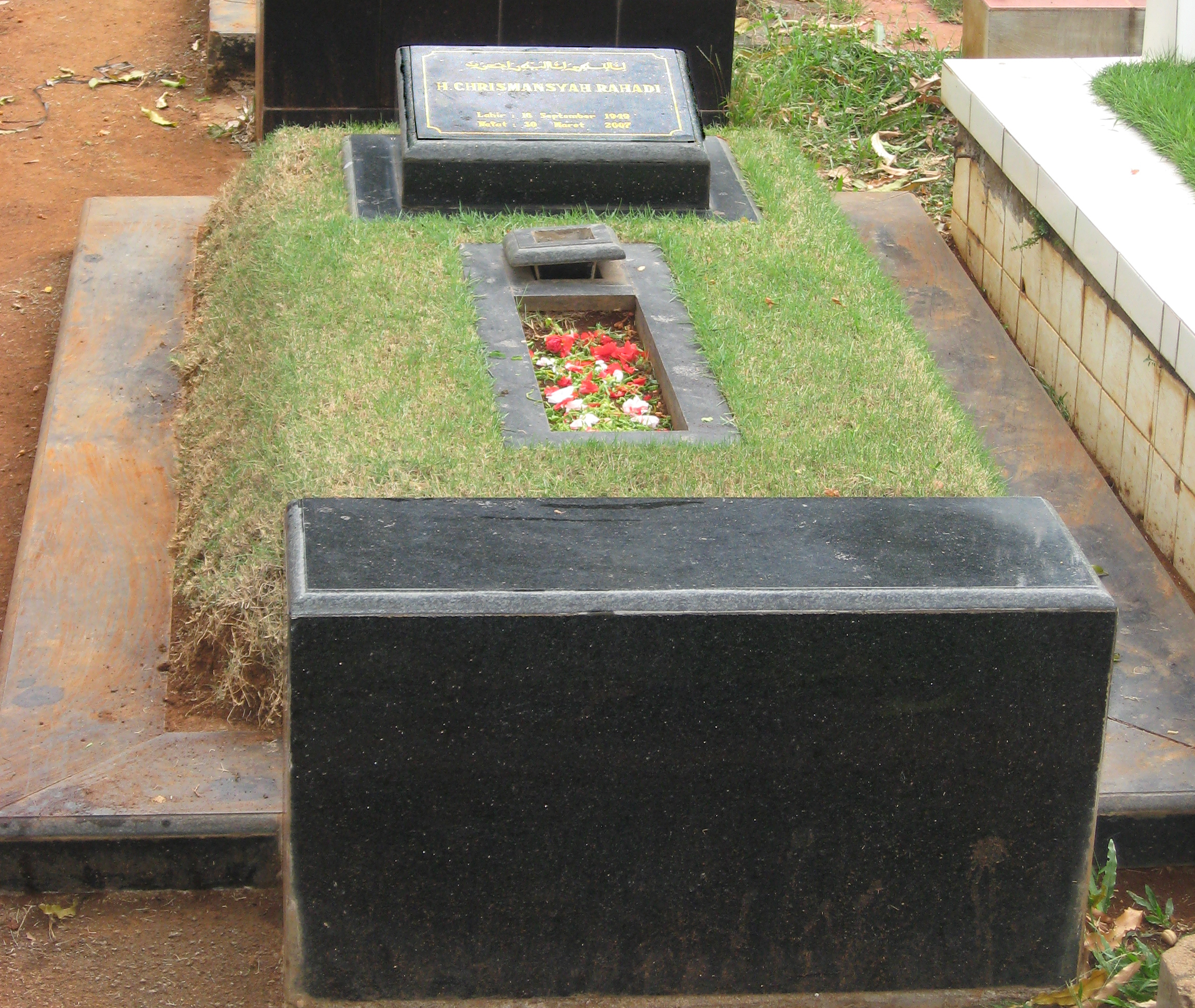
Mormântul lui Chrisye din Cimitirul Jeruk Purut.